# Arm Holdings
Arm Holdings plc (tidligere et akronym for Advanced RISC Machines og oprindeligt Acorn RISC Machine) er en britisk halvleder- og softwaredesignvirksomhed med base i Cambridge, England, hvis primære forretning er design af CPU-kerner (central processing unit), der udgør ARM-arkitekturfamilien. Virksomheden designer også andre chips, leverer softwareudviklingsværktøjer under mærkerne DS-5, RealView og Keil og leverer systemer og platforme, system-on-a-chip (SoC)-infrastruktur og software. Som et "holdingselskab" ejer den også aktier i andre virksomheder. Siden 2016 har den været majoritetsejet af det japanske konglomerat SoftBank Group.
Mens ARM CPU'er først optrådte i Acorn Archimedes; en stationær computer, omfatter dagens systemer for det meste indlejrede systemer, herunder ARM CPU'er, der bruges i stort set alle moderne smartphones. Processorer baseret på design licenseret fra Arm eller designet af licenstagere af en af ARM-arkitekturerne bruges i alle klasser af computerenheder. Arm har to serier af grafikprocessorer (GPU'er), Mali og den nyere Immortalis (som inkluderer hardwarebaseret ray-tracing).